# إدغار تاونر
إدغار تاونر (بالإنجليزية: Edgar Towner) (1890 – 1972 م) هو جغرافي أسترالي، ولد في Blackall, Queensland ‏، ويحمل رتبة عسكرية رائد، توفي في لونغريتش، عن عمر يناهز 82 عاماً.

## الحياة المبكرة
وُلد إدغار توماس تاونر في 19 أبريل 1890، في محطة غلينكو بالقرب من بلاكال في كوينزلاند، لأبوين هما إدغار توماس تاونر، وهو مزارع رعي، وزوجته الأيرلندية غريتا ني هيرلي. تلقى تعليمه في مدرسة بلاكال الحكومية وفي روكهامبتون، على الرغم من أنه تلقى تعليمًا خاصًا من والدته. بعد ترك المدرسة عمل تاونر في مزرعة والده للرعي حتى عام 1912، عندما حصل على أرض خاصة به. وأطلق على العقار اسم "فالبارايسو" وعمل على تطويره حتى اندلاع الحرب العالمية الأولى.

## جوائز
حصل على جوائز منها:
- صليب فيكتوريا
- وسام الصليب العسكري البريطاني